# Cannon-Böhm-Punkt

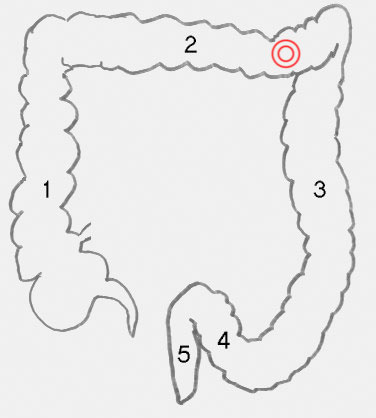
Schema der Dickdarmanatomie:
Rote Markierung: Cannon-Böhm-Punkt
(1) Aufsteigender Grimmdarm (Colon ascendens)
(2) Querverlaufender Grimmdarm (Colon transversum)
(3) Absteigender Grimmdarm (Colon descendens)
(4) Sigma (Colon sigmoideum)
(5) Mast- oder Enddarm (Rektum) und Anus

Als Cannon-Böhm-Punkt (englisch Cannon’s point oder Cannon’s ring) wird eine Übergangszone nervaler Steuerung des Dickdarms bezeichnet. Im letzten Drittel des Colon transversum (querliegender Teil des Grimmdarms) endet das parasympathische Innervationsgebiet des Nervus vagus und beginnt das Innervationsgebiet des Parasympathikus der sakralen Nervi splanchnici pelvici des unteren Rückenmarks (Kreuz- oder Sakralmark).
Es handelt sich dabei jedoch um keine klare Grenzlinie, da sich die beiden Innervationsgebiete überlappen. Oft wird an dieser Stelle eine leichte Verengung durch einen erhöhten Tonus der Darm-Muskulatur – jedoch ohne Schließmuskel – beobachtet, weshalb im Englischen auch der Begriff Cannon’s ring gebräuchlich ist.
Das Grenzgebiet ist benannt nach dem US-amerikanischen Physiologen Walter Bradford Cannon (1871–1945) und dem Münchener Röntgenologen Gottfried Böhm (1880–1952).